# リヒャルト・ヴェッツ
リヒャルト・ヴェッツ（Richard Wetz、1875年2月26日 - 1935年1月16日）は、ドイツの作曲家。後期ロマン派の作風による交響曲によって知られる。

## 生涯

### 1875年 - 1906年: 若年期
ヴェッツはドイツ帝国シュレージエン地方のグライヴィッツ（現在はポーランド領）で商人の家系に生まれた。父はオーストリアから移住してきたゲオルク・ヴェッツ（1849年 - 1903年）、母はクララ（旧姓ムッヒャ、1852年 - 1906年）であった。家庭にはピアノが置かれていたものの、家族には特に音楽に関心を持つ者はいなかった。早くから音楽に惹かれて行った幼いリヒャルトが正式なピアノのレッスンを受けることが出来たのはようやく8歳になる頃であったが、ピアノ小品や歌曲を作曲するなどしつつ独学で学習を進めていった。彼は後年、モーツァルトの交響曲第40番を初めて聴いた13歳頃には音楽に人生を捧げる決心をしていたと述べている。
1897年に最終試験に合格し、ヴェッツはライプツィヒの音楽院に赴きカール・ライネッケ及びザーロモン・ヤーダスゾーンに師事した。しかし、わずか6週間後には講義が過度に伝統にとらわれていると感じ、幻滅した末に音楽院を後にしてしまった。代わりに、当時ライプツィヒ音楽アカデミーの学長を務めていたリヒャルト・ホフマンの個人指導を半年間受けている。同時期にライプツィヒ大学に籍を置いたヴェッツは哲学、心理学、文学などを学び始めた。フリードリヒ・ヘルダーリン、ハインリヒ・フォン・クライスト、そして特にヨハン・ヴォルフガング・フォン・ゲーテといった詩人を研究したヴェッツは、その後の作曲家としての作品に彼らから大きな影響を受けている。同様に、アルトゥル・ショーペンハウアーの哲学思想も信奉していた。1899年秋、ライプツィヒを離れてミュンヘンに移ったヴェッツは、そこでルートヴィヒ・トゥイレに音楽を師事するようになった。1900年には再び勉学を中断してシュトラールズントに赴いたヴェッツは、フェリックス・ワインガルトナーに見出されて劇場楽団の指揮者として雇われることになる。数か月後にはバルメン（現在のヴッパータールの一部）で同様の職についていた彼であったが、さらにしばらく経つと雇用を失ってライプツィヒに戻って来ていた。ライプツィヒではさらに独学で音楽史を学び、また過去から現在までの作曲家たちの楽譜を研究した。アントン・ブルックナーとフランツ・リストが彼にとって目指すべき最も重要な人物となった。

### 1906 - 1935: 地方の巨匠

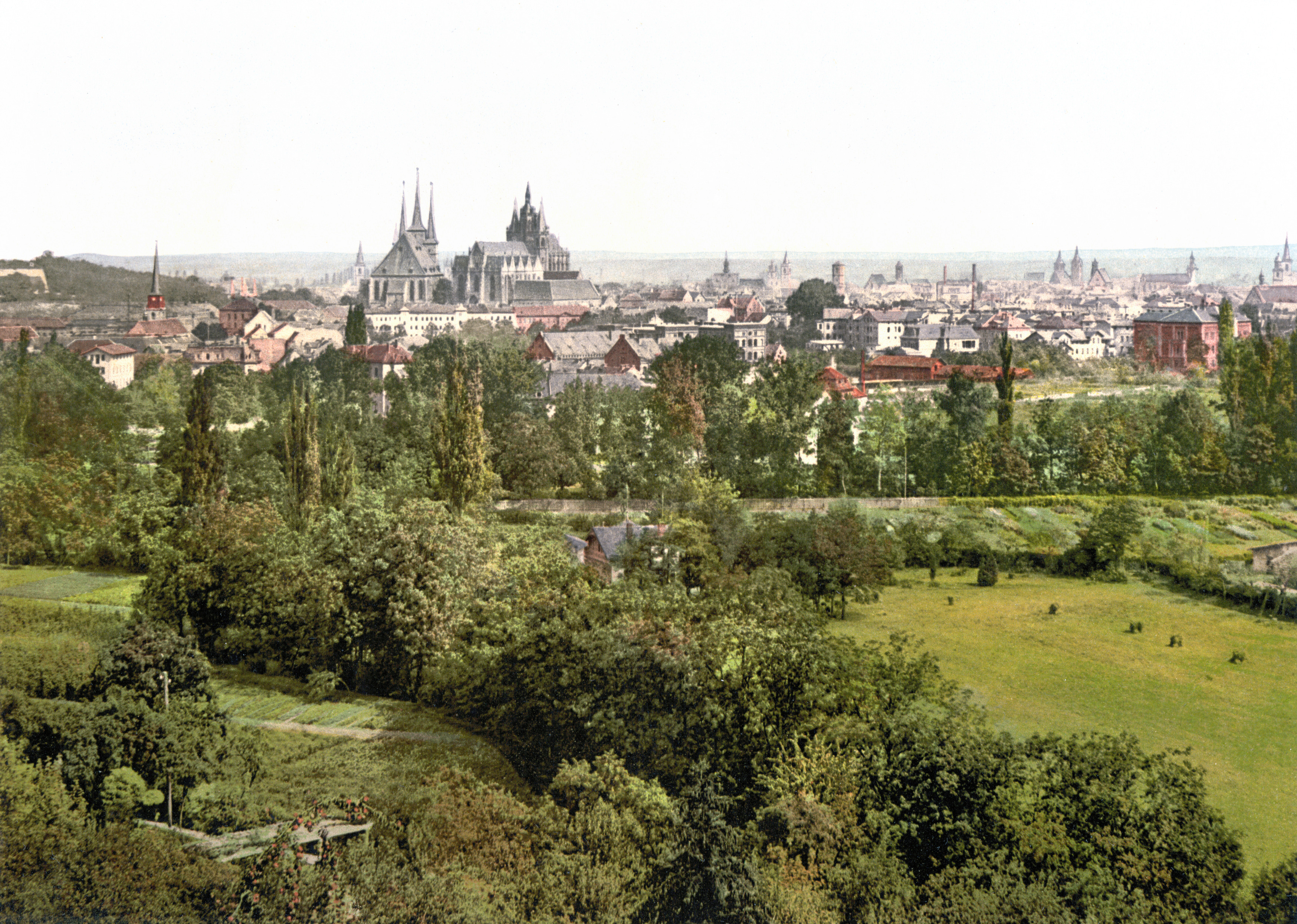
1900年のエアフルト。

ヴェッツは1906年にエアフルトの音楽協会で支配人に任用された。この町が大層気に入った彼はその後生涯をエアフルトで過ごすことになる。この時までにヴェッツは2度にわたってオペラの作曲を試みていたが、出版された作品はほとんどピアノ伴奏付き歌曲のみであった。オペラは『Judith』作品13と『Das ewige Feuer』作品19の2作品で、彼は自ら両オペラのリブレットも書いていた。1幕の戯曲『Das ewige Feuer』は1907年にハンブルクとデュッセルドルフで上演されたものの、評判は芳しくなかった。1909年にアルトゥール・ニキシュがライプツィヒで取り上げた管弦楽曲『Kleist-Ouvertüre』作品16は、よりよい評価を受けている。
以降の数年間、ヴェッツは音楽の専門家として活動する。エアフルトの町の音楽院で教鞭を執り、様々な合唱団で指揮を行って自身の技術に磨きをかけた。また、無伴奏や管弦楽伴奏つきの合唱作品の作曲も手がけた。この時期に書かれた楽曲で有名なものには『Gesang des Lebens』作品29、ヘンダーリンの詩による『Hyperion』作品32、『詩篇第3篇』作品37などがある。しかし、この時にはまだヴェッツの語法は成熟しきっていなかった。1917年にはヴァイマルの公爵の音楽大学で音楽史と作曲の講師（准教授）、1920年に教授となる。1917年には最初の交響曲となる交響曲第1番ハ短調 作品40を完成させている。交響曲第2番イ長調 作品47は1919年、交響曲第3番変ロ短調 作品48（変ロ長調とされることもある）は1922年に続いている。
ヴェッツは並行してヘ短調（作品43）とホ短調（作品49）の2つの弦楽四重奏曲に取り組んだ。その後は合唱作品の作曲に専念する。こうして生まれたのが、おそらく彼の最も重要な作品である『レクイエム ロ短調』作品50と『古いドイツの詩に基づくクリスマス・オラトリオ』作品53であった。他にヴェッツはブルックナー（1922）、リスト（1925年）、そしてベートーヴェン（1927年）に関する論文も著している。
1920年代半ばになるとヴェッツはエアフルトに数多くの音楽団体を組織し、自ら率いて自作を演奏した。1925年にエアフルト音楽協会の公的な理事職から退いたものの、町の音楽界の中心的人物であり続けた。1928年にはヴェッツとイーゴリ・ストラヴィンスキーがプロイセン芸術アカデミーの国外会員に選出されている。まもなくベルリン芸術アカデミーに招聘されると同校でも指折りの作曲の講師に成長していった。しかしながら、エアフルトとヴァイマルでの職を選んだ彼は同校の仕事を辞している。生涯最後の数年間にはヴァイマルの大学の仕事に割かれる時間が増加していっていたが、それでも作曲は継続して行っていた。ヴェッツ最後の大作は1933年に完成したヴァイオリン協奏曲 ロ短調 作品57である。翌1934年にはエアフルトの町から音楽代表者として指名を受けた。
同年10月、ヴェッツは肺癌と診断を受けた。彼はヘビースモーカーであった。ひどく衰弱しながらも衰えぬ創作への衝動に駆りたてられ、オラトリオのあらすじの執筆に取り組んだ。ゲーテのテクストに基づく『Liebe, Leben, Ewigkeit』である。ヴェッツはこれを敬愛する詩人の記念碑にしたいと考えていた。しかし、作品は彼の死により未完成のまま残されることになった。交響曲第4番も断片の状態で残されており、遺稿の中からは弦楽四重奏曲第3番も書きかけの状態で発見されている。ヴェッツが没したのは1935年1月16日のエアフルトで、59歳だった。遺言により、ゲーテに基づくオラトリオの完成はヴェッツが最も優秀な弟子だと考えていた作曲家のヴェルナー・トレンクナーに託されることになった。しかし、トレンクナーは民事的な紛争のために作品を完成させることが出来ず、以降スケッチは紛失したままとなっている。

## 受容
私の音楽は風変りだ。ひとたび鳴り響けば最も深いところを穿つ。しかし次の機会を与えられることは滅多にないのだから。
—リヒャルト・ヴェッツ,1932年

生前もヴェッツの作品は彼の支持者や地元の音楽愛好家の集まり以外ではあまり知られることがなく、このために彼は死後ほぼ忘れられた存在となってしまった。以来、熱狂者たちが熱心に活動し、ヴェッツ自身には音楽教師としての高い名声があったにもかかわらず、彼の作品はごくわずかな愛好家を惹きつけるに留まった。ヴェッツが晩年に下した政治的判断も死後の彼の地位に影響している可能性がある。ドイツの第一次世界大戦での敗戦を恥辱ととらえ、偉大な国家の再興を希求したヴェッツは国家主義者を名乗った。これは1933年に国家社会主義ドイツ労働者党（ナチス）が政権を獲得したために可能になったのだと思われる。同年5月に国家社会主義ドイツ労働者党に入党すると、ドイツ文化闘争同盟のエアフルト支部音楽隊の責任者を引き継ぎ、これによってナチス指導部の好感を得るとともに援助を受けようと考えたのであった。しかし、主として政治宣伝用の楽曲を作曲する任務を請け負っただけで、自作曲の普及にはわずかな効果しかなかったのである。
ヴェッツ解釈の最重要人物であったのは彼の交響曲を初めて全曲演奏したペーター・ラーベであった。ラーベはヴェッツが1935年に没した直後に帝国音楽院の総裁に就任している。1943年にヴェッツの生まれ故郷であるグライヴィッツにリヒャルト・ヴェッツ協会を創設したのもラーベである。ラーベの作業は多大な妨害を受けたが、それは第二次世界大戦までのことだった。戦後になると国家社会主義思想と結び付けられたヴェッツの名声は、伝統意識の強い後期ロマン派を通り越した前衛音楽の急速な台頭と相俟って落ち目となった。
ヴェッツが真の音楽の中心地でなくエアフルトの町での生活を好んだこと、そして名を揚げられるような人気曲をついに書こうとしなかったという事実により、彼自身と彼の作品は広く世間に知られる機会をますます逸していった。事実、指揮者の中には1990年代になるまでヴェッツ作品の質を疑問視する者もいた。彼の作品が再評価されるようになったのはつい最近になってからのことである。例えば、『レクイエム』は2003年にエアフルトの教会で開催された音楽祭で、60年ぶりにゲオルゲ・アレクサンダー・アルブレヒトの指揮で蘇演された。

## 作風

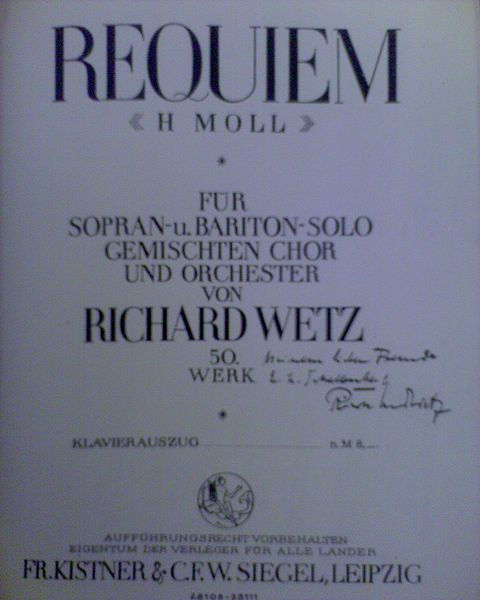
『レクイエム ロ短調』の楽譜の表紙。

ヴェッツの生涯を考慮するならば、1929年の『Riemanns Musiklexikon』においてヴェッツが「一匹狼にさせられた」と紹介されていることも驚くに値しない。彼の才覚は当時の他の作曲家に勝るものではなく、アルノルト・シェーンベルク、モーリス・ラヴェル、フランツ・シュレーカーといった同時代の作曲家が新しい試みを成功に導く中で彼は置き去りにされていた。広がり始めた悲観的な文化観から、ヴェッツの書いていたような音楽は徐々に厳しい批判を受けるようになる。ヴェッツは同時代の作曲家よりも、19世紀の伝統を堅持するセルゲイ・ラフマニノフ、ハンス・プフィッツナー、フランツ・シュミットらの姿勢とより強く結び付けられるようになった。
ヴェッツ自身が述べたところによると、彼は身近な環境を基礎として作曲をしていたという。「私が作曲できるのは1人で家にいる時だけである。夏季の休暇やそれ以上の長い休みに何かを生み出したことは一度たりともない。」こうした発言からは、ヴェッツがなぜエアフルトに落ち着いてはじめて交響曲や大規模合唱曲の作曲に精力を傾け始めたのか、その後なぜ彼がより有利な条件の役職や委嘱の依頼を全て断ったのか、その理由が理解できる。ドイツの過去の音楽界の潮流から隔絶されること、辺縁部で孤立することによって彼独自の様式を極めることにすっかり集中してしまうことができたのである。
ヴェッツは創作の初期には声楽曲しか書かなかった。彼はこの世を去るまでの間にしばしばこの時の作曲方式に立ち返っているが、彼の作品中で歌曲が最大の比重を占める理由はここにある。ヴェッツは同時代でも有数の歌曲作曲家とみなされており、この分野でヴェッツが注意を向けていたのはフランツ・シューベルト、フランツ・リスト、ペーター・コルネリウスそしてフーゴ・ヴォルフであった。ヴェッツはその時すでに独自の道を歩み始めていたとはいえ、とりわけ音色の面でリストがヴェッツの初期作品に与えた影響は大きかった。この創作期には2つのオペラと、詩人の悲劇的な運命に着想を得た管弦楽作品『Kleist-Ouvertüre』が生み出されている。
エアフルトに居を定めると少しずつリストの影響下から脱し始め、代わりにアントン・ブルックナーの影響が色濃くなっていく。そうする中で彼がブルックナーの音色を模倣しようと力を注いだことからは、これらの作品がそれ以前の作品と様式的に変わることのないものであったことがわかる。ヴェッツがブルックナーから吸収したものは極めて多かったものの、それを抜きにしてもヴェッツ音楽の明瞭な形式感と有機的発展は圧倒的である。にもかかわらずブルックナーに負うところは非常に大きく、特に力強さや祝祭的な演出には独自色が打ち出せていない。
ヴェッツの3曲の交響曲は力強く、後期ロマン派の内向的な性格の交響曲が多く生まれていた当時にあっては、慣例に留まらない個性を示した作品である。これらの作品において、穏やかに閉じられる結尾楽句の性格によってヴェッツは作品の高潔さを表現しようとした。例えば交響曲第1番の最後の部分はハ短調で始まるが、曲の内容を回想した後に明るい長調へと溶けていきそうになり、ブルックナーの終楽章では聴かれることのなかったような短調の禁欲的な結末に至る。典型的な表現法とは言えないまでも、ここには彼が生きた時代の精神の影響が顕著である。弦楽四重奏曲も形式と佇まいは交響曲と同様の技法に依っているが、知名度の高い交響曲に比較して弦楽四重奏曲にはより劇的な感情が込められている。
後期作品においてヴェッツは自らの様式を洗練させていった。独自の力強い音色を用いた楽節の中にも半音階的和声を織り込ませるようになる。多声的音楽への変節の萌芽は弦楽四重奏曲の段階で既に明らかであるが、その傾向はその他の楽曲でより鮮明になっていき、オルガン曲『パッサカリアとフーガ』 作品55（1930年）で頂点に達する。その後、ブルックナーの影響は影をひそめていく。傑作『レクイエム』と『クリスマス・オラトリオ』において、ヴェッツはそれまで積み上げた音楽経験を結集して管弦楽と声楽を融合させた。彼がヴァイオリン協奏曲で挑んだのは自身の全作品の総決算であると思われ、それは同じくロ短調で書かれたプフィッツナーのヴァイオリン協奏曲に比肩し得るものとなった。病と死によって真の円熟に至らずに終わったものの、ヴェッツは「ドイツの後期ロマン派の中でも偉大な、紛れもない才能を持った人物」であった。

## 作品

### 音楽作品
作品番号は58番まで付されており、出版されながら作品番号のないの楽曲も少ないながら存在する。作品1から4までと作品6は失われてしまったものと考えられている。また、ヴェッツはその他の作品番号付きの初期作品数点に関して、無効であると言明している。

#### オペラ
- 『Judith』 Op.13 （3幕、ヴェッツによるリブレット）
- 『Das ewige Feuer』（永遠の焔） Op.19 （1幕、ヴェッツによるリブレット。1910年）

#### 合唱曲
- 女声合唱と管弦楽のための『Traumsommernacht』（夏の夜の夢） Op.14 （Kinstner、1912年）
- 少年合唱と管弦楽のための『Gesang des Lebens』（人生の歌） Op.29 （Kinstner、1910年）
- 混声合唱と管弦楽のための『Chorlied aus Oedipus auf Colonos "Nicht geboren ist das Beste"』 Op.31 （ソポクレスによる、Kinstner、1912年）
- バリトン、混声合唱と管弦楽のための『Hyperion』 Op.32 （ヘンダーリンによる、Kinstnerから声楽譜、1912年）
- バリトン、混声合唱と管弦楽のための『詩篇第3篇』 Op.37
- 無伴奏合唱のための4つの世俗的合唱曲（Kyrie, Et incarnatus est, Crucifixus, Agnus Dei） Op.44
- 混声合唱のための『Kreuzfahrerlied』 Op.46 （ハルトマン・フォン・アウエによる、1910年出版）
- ソプラノ、バリトン、混声合唱と管弦画のための『レクエム ロ短調』 Op.50 （1925年出版）
- ソプラノ、バリトン、混声合唱と管弦楽のための『Ein Weihnachts-Oratorium auf alt-deutsche Gedichte』（古いドイツの歌に基づくクリスマス・オラトリオ） Op.53
- 『Drei Weihnachtsmotetten für unbegleiteten gem. Chor』 Op.58
- オラトリオ『Liebe, Leben, Ewigkeit』（愛、人生、永遠）断片 （ゲーテに基づく、散逸）

#### 管弦楽曲
- 『Kleist-Ouvertüre』 ニ長調 Op.16 （Kistner、1908年）
- 交響曲第1番 ハ短調 Op.40 （Simrock、1924年）
- 交響曲第2番 イ長調 Op.47 （1921年出版）[6]
- 交響曲第3番 変ロ短調 Op.48 [注 4]
- ヴァイオリン協奏曲 ロ短調 Op.57 （1933年出版）

#### 室内楽曲
- 無伴奏ヴァイオリンソナタ ト長調 Op.33 （Kistner、1913年）
- 弦楽四重奏曲第1番 ヘ短調 Op.43 （Kistner、1918年）
- 弦楽四重奏曲第2番 ホ短調 Op.49 （Simrock、1924年）

#### オルガン曲
- パッサカリアとフーガ ニ短調 Op.55 （1930年出版）
- 小トッカータ ホ短調

#### ピアノ曲
- 『Romantische Variationen über ein Originalthema』 Op.42 （1917年出版）

#### 歌曲
100を超えるピアノ伴奏歌曲がある。下記はその一部。
- Op.5 『6 Lieder für eine mittlere Singstimme mit Begleitung des Klaviers.』 1901年出版
  - 『Wiegenlied』（ゆりかごの歌） Op.5-3もこの中の1曲。
- 『Die Muschel』（貝） Op.9-2 （リヒャルト・フォン・シャウカル（英語版）の詩に基づく。1904年出版）
- Op.10 ピアノ伴奏付きのソプラノのための5つの歌曲
- Op.15 ピアノ伴奏付きのメゾソプラノのための6つの歌曲
- Op.20 ピアノ伴奏付きのバリトンまたはメゾソプラノのための5つの歌曲
- Op.21 ピアノ伴奏付きのメゾソプラノのための5つの歌曲
- Op.22 ピアノ伴奏付きのソプラノまたはメゾソプラノのための5つの歌曲

次の曲を含め、管弦楽伴奏付きの歌曲もある。
- Op.51 小管弦楽伴奏付きの2つの歌曲 （Greiner & Pfeiffer、1929年出版）

### 著作
- 『Anton Bruckner. Sein Leben und Schaffen』（アントン・ブルックナー、その生涯と作品） 1922年
- 『フランツ・リスト』 Reclam、ライプツィヒ、1925年
- 『Beethoven. Die geistigen Grundlagen seines Schaffens』（ベートーヴェン、その作品の精神的基礎） 1927年